# 6636 Кінтанар
6636 Кінтанар (6636 Kintanar) — астероїд головного поясу, відкритий 11 вересня 1988 року.
Тіссеранів параметр щодо Юпітера — 3,602.